# Viničkový potok
Viničkový potok je krátký potok na východním Slovensku, v severozápadní části okresu Košice-okolí. Je to levostranný přítok podpatkem, měří 1,6 km a je tokem VII. řádu.
Pramení ve Volovských vrších, v podcelku Kojšovská hoľa, na severovýchodním svahu Krížna hrbu (822 m) v nadmořské výšce přibližně 570 m. Od pramene teče na krátkém úseku nejprve na severovýchod, zleva přibírá krátký přítok z oblasti Murovanej skaly (pramen JJV od kóty 854 m) a stáčí se směrem na VJV. Na dolním toku, v lokalitě Zálom, se obloukem stáčí na severovýchod, podtéká silnici III. třídy Košické Hámre-Opátka a severně od této obce ústí v nadmořské výšce cca 380 m Do Opátky.